# Carcinoma cicatriziale
Il  carcinoma cicatriziale è una tipologia di tumore, di morfologia spessa, che si ritrova negli apici polmonari. Il nome lo si deve al fatto che precedentemente alla sua comparsa vi sono stati episodi di cicatrizzazione o eventi similari.

## Eziologia
Le cause che portano alla comparsa della neoplasia oltre a precedenti cicatrizzazioni sono anche ferite e infiammazioni varie, come nel caso della tubercolosi ma anche corpi estranei penetrati nell'organismo (ferite da arma bianca o da fuoco).

## Tipologia
In base alla sua evoluzione possiamo ritrovarci di fronte a un adenocarcinoma (come nella maggioranza dei casi) ma anche ad un microcitoma polmonare (molto più raro)